# Marty Balin
Marty Balin, pseudonimo di Martyn Jerel Buchwald (Cincinnati, 30 gennaio 1942 – Tampa, 27 settembre 2018), è stato un cantante statunitense, noto per essere stato uno dei fondatori dei Jefferson Airplane e in seguito componente dei successivi Jefferson Starship. Incise anche alcuni album da solista..

## Biografia
Martyn Jerel Buchwald nacque a Cincinnati, Ohio, figlio di Catherine Eugenia "Jean" (nata Talbot) e Joseph Buchwald. I suoi nonni paterni emigrarono dall'Europa orientale. Suo padre era ebreo e sua madre era episcopale. Buchwald frequentò la Washington High School a San Francisco, in California.

## Discografia

### Album in studio
- 1981 - Balin
- 1983 - Lucky
- 1983 - There's No Shoulder (EP, Giappone)
- 1991 - Better Generation
- 1997 - Freedom Flight
- 1999 - Marty Balin Greatest Hits (nuove registrazioni di vecchi successi)
- 2003 - Marty Balin 2003
- 2008 - Nashville Sessions
- 2009 - Nothin' 2 Lose
- 2009 - Time For Every Season
- 2010 - Blue Haghway

### Raccolte
- 1990 - Balince
- 1995 - Wish I Were
- 2005 - The Aviator - Lost Treasures
- 2009 - Mercy of the Moon

Con i Jefferson Airplane
- 1966 - Jefferson Airplane Takes Off
- 1967 - Surrealistic Pillow
- 1967 - After Bathing at Baxter's
- 1968 - Crown of Creation
- 1969] - Bless Its Pointed Little Head (live)
- 1969 - Volunteers
- 1974 - Early Flight (raccolta con inediti)
- 1989 - Jefferson Airplane

Con i Bodacious DF
- 1973 - Bodacious DF

Con i Jefferson Starship
- 1974 - Dragon Fly
- 1975 - Red Octopus
- 1976 - Spitfire
- 1978 - Earth
- 1995 - Deep Space / Virgin Sky
- 1999 - Windows of Heaven
- 2001 - Across the Sea of Suns
- 2008 - Jefferson's Tree of Liberty

Con la KBC Band
- 1986 - KBC Band